# محمد كزاز
محمد كزاز (بالإنجليزية: Mohamed Guezzaz)‏ (مواليد 1 أكتوبر 1962) حكم كرة قدم مغربي معتزل . قام بإدارة مباراة واحدة كحكم خامس في بطولة كأس العالم لكرة القدم 2002 في كوريا الجنوبية واليابان بين إسبانيا وسلوفينيا .

## روابط خارجية
- محمد كزاز على موقع Soccerway.com (الإنجليزية)